# Lienhardt (Name)
Lienhardt ist ein deutscher Familienname. Zu Herkunft und Bedeutung siehe Lienhard (Name).

## Namensträger
- Georg Lienhardt (1717–1783), deutscher römisch-katholischer Geistlicher, Prämonstratenser und Abt des Klosters Roggenburg
- Godfrey Lienhardt (1921–1993), britischer Anthropologe und Religionswissenschaftler
- Hans Lienhardt (Germanist) (1858–1928), Straßburger Germanist
- Hans Lienhardt, Pseudonym von Karl Weinländer (1870–1946), deutscher Lehrer sowie antisemitischer und verschwörungstheoretischer Publizist